# 礼萨汗
礼萨·沙阿·巴列维（波斯語：رضا شاه   پهلوی；1878年3月15日—1944年7月26日），通称礼萨汗，是伊朗沙阿，巴列维王朝和伊朗王國的缔造者。

## 生平
禮薩·巴列維1878年生於伊朗山區的一戶貧苦人家，是出生在馬贊德蘭的混血兒，並有格鲁吉亚人血統。16岁时参加了波斯哥萨克骑兵旅，并逐渐在军队中升职。
1921年2月21日，當時身為波斯哥薩克騎兵旅指揮官禮薩沙赫·巴列維與政治家賽義德·焦爾丁·塔巴塔巴發動軍事政變推翻了當時的卡扎爾王朝沙阿艾哈邁德。禮薩汗從加茲溫進軍德黑蘭，而塔巴塔巴則四處奔走進行政治宣傳，鼓勵政府官員與其合作，最終不流血革命成功。禮薩汗成為伊朗國家的實際掌權者，自任國防大臣兼武裝部隊總司令，而塔巴塔巴則擔任內閣首相。禮薩汗在這場不流血的政變裡僅動用了3000人及18支機關槍。其後，禮薩汗通過軍旅擢升至指揮官，更得以控制波斯。他首先收回了英波協定，由於伊朗人民並不歡迎英波協定，此舉展示了禮薩汗的外交手腕。他在1921年簽訂伊蘇友好協定，協定將以往兩國之間簽訂的條約取消，並賦予波斯全面而平等的裏海航運權。
在被剝奪了所有權力後，艾哈邁德沙·卡扎爾在1923年10月26日離開伊朗，他不再關心國家事務，加上健康轉差，促使了他開始了「歐洲之旅」。1925年10月31日，艾哈邁德沙·卡扎爾被正式罷免，議會宣佈禮薩汗成為沙阿，建立了巴列維王朝。起初，禮薩汗计划宣布伊朗成为共和国，就像与他同时代的穆斯塔法·凯末尔·阿塔图尔克在土耳其所做的那样；但面对英国和教士的反对，禮薩汗放弃了这个想法。
禮薩汗成為沙阿後，對伊朗進行一連串现代化改革，包括興建現代化設施，如伊朗縱貫鐵路、德黑蘭大學等。同時革除舊有風俗，禁止婦女戴面紗和頭巾。禮薩汗政府也实施了广泛的波斯化政策，以创建一个单一、统一且大体上同质化的国家，这类似于凯末尔于奥斯曼帝国垮台之后，在土耳其实施的突厥化政策。禮薩汗亦對國會進行改革，大力加強中央集權制度。
第二次世界大戰時，伊朗宣佈中立，不肯支援英國及蘇聯等同盟國，又不肯與納粹德國斷交，更成為德國最大的貿易伙伴。结果英苏入侵伊朗逼迫下，禮薩汗於1941年9月16日退位，王位內禪长子穆罕默德·礼萨·巴列维，流亡海外，1944年於南非病逝。